# Creolimax fragrantissima
A Creolimax fragrantissima az Ichthyosporea Ichthyophonida kládja Creolimax nemzetségének egyetlen ismert faja, és a kevés tenyészthető Icthyosporea-faj egyike. Bár általában egysejtű, életciklusa egy részében többsejtű. Az állatok eredetének megértésében fontos faj. Tengeri fecskendőférgek emésztőrendszerében mutatták ki az Északkelet-Csendes-óceánban.

## Történet
Wyth L. Marshall  et al. írták le 2008-ban. Első leírt törzse a fragrantissima törzs.
Adl  et al. 2019-es rendszertanában az Ichthyophonida Creolimax nemzetségének egyetlen faja.
2023-ban Schultz  et al. az ATCC PRA-284 törzsét állatrendszertanukban, melyben a bordásmedúzákat bazális állatkládként mutatták ki, külcsoportként használták.

## Genetika
2 DNS-metiltranszferázzal rendelkezik, ezek a DNMT6 és a DNMT2. Ezenkívül Dam1-C-alegységekkel rendelkezik.
Összetett genetikai szabályozórendszerrel rendelkezik, melyben alternatív splicinggal számos fehérjeváltozatot képes előállítani.
Több keményítőbontó enzimmel rendelkezik – például 2 α-glükozidázzal, 1 glikogén-foszforilázzal, 1 glikogénbontó enzimmel.
Amőboid rajzósejtjei a Runx gént és a közel teljes integrinadhezom legtöbb tagját nagyobb mértékben expresszálják. Azonban az állatokkal szemben az SRC tirozinkináz expressziója nem nagyobb, tehát a tirozinkináz-jelzőút feltehetően nem kapcsolódik az integrinjelzőúttal, ami összefügg az Ichthyosporea fokálisadhézióskináz-hiányával.
Többmagvú állapota a szivacsok archeocitáihoz hasonló transzkriptomikai profillal rendelkezik.
26 kromoszómája és 8 állatokkal közös szinténiacsoportja van, továbbá a génkapcsolatok egy része az állatokkal közös lehet. Génjei közt hosszú nem kódoló RNS-ek vannak. Genomja 45 Mbp hosszú.
Ideiglenesen transzfektálható, lehetővé téve RNSi-kísérleteket.

## Morfológia
Nagy központi vakuóluma van, egysejtű szakasza sejtfallal rendelkezik. Mitokondriális cristái laposak.

## Élőhely
A Csendes-óceánban élő fecskendőférgek parazitája, ezenkívül az Északi-sarkhoz közel is élhet tengeri üledékek környezeti DNS-e alapján.

## Életciklus

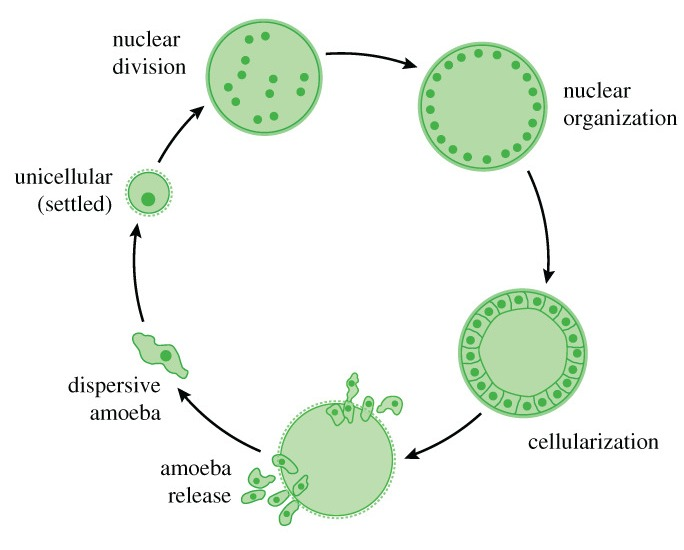
A C. fragrantissima életciklusa

Az állatokhoz hasonlóan aktomiozin-dependens kétdimenziós citokinézis ismert benne.
Életciklusa 5 szakaszból áll: letelepedett egysejtű vegetatív állapotából egyidejű magosztódással szincitium alakul ki, melynek magjai a szélére mozognak. Ezután többsejtű állapota következik, mely végül önálló amőboid rajzósejtekké oszlik, melyek végül újra letelepednek.
Fenotípusplaszticitás jellemzi: alacsony nitrogéntartalom esetén ettől eltérő életciklust mutat: a rajzósejtes állapot helyett kolóniát is kialakíthat, melynek sejtjei szincitiumokká alakulhatnak vissza.
Cisztaképzésre képes.

## Jelentőség
Axén kultúrában is könnyen tenyészthető Ichthyosporea-faj, ezért az állatok és az Ichthyosporea fejlődésének megértésében jelentős. A különböző humán sejttípusok expressziós profiljai változó hasonlóságot mutatnak életciklusa különböző szakaszaihoz, így e faj az állatok fejlődésének modellezésére is használható.

## Fordítás
- Ez a szócikk részben vagy egészben  a   Creolimax fragrantissima című angol Wikipédia-szócikk ezen változatának fordításán alapul.  Az eredeti cikk szerkesztőit annak laptörténete sorolja fel. Ez a jelzés csupán a megfogalmazás eredetét és a szerzői jogokat jelzi, nem szolgál a cikkben szereplő információk forrásmegjelöléseként.
- Ez a szócikk részben vagy egészben  a   Creolimax fragrantissima című francia Wikipédia-szócikk ezen változatának fordításán alapul.  Az eredeti cikk szerkesztőit annak laptörténete sorolja fel. Ez a jelzés csupán a megfogalmazás eredetét és a szerzői jogokat jelzi, nem szolgál a cikkben szereplő információk forrásmegjelöléseként.
- Ez a szócikk részben vagy egészben  a   Creolimax fragrantissima című német Wikipédia-szócikk ezen változatának fordításán alapul.  Az eredeti cikk szerkesztőit annak laptörténete sorolja fel. Ez a jelzés csupán a megfogalmazás eredetét és a szerzői jogokat jelzi, nem szolgál a cikkben szereplő információk forrásmegjelöléseként.